# Vänekor
La vänekor est une race bovine suédoise.

## Origine
Elle appartient au rameau des races nordiques. Elle descend d'une race de pie rouge lourde éteinte. Elle vient de la province de Västergötland au sud-ouest de la Suède où du bétail a été élevé en autarcie autour du village de Väne-Ryr. Redécouverte au début des années 1990, un programme de préservation a été mis en place et le livre généalogique ouvert en 1993. L'effectif est en 1997 de 81 vaches dont 75 inscrites pour 36 taureaux dont 12 disponibles en insémination artificielle. 

## Morphologie
Elle porte une robe pie rouge à taches bien délimitées ou mouchetée. Ses cornes sont implantées haut. Les muqueuses sont couleur chair.
C'est une race de taille moyenne ; la vache pèse 525 kg, le taureau 775 kg.

## Aptitudes
C'est une race classée laitière. Elle produit un lait plus riche que celui de la holstein en plus faible quantité.. 
Elle est appréciée pour sa docilité, sa fertilité et ses facultés d'adaptation aux différents climats. 